# Fuentes de Nava
Fuentes de Nava ist ein nordspanischer Ort und eine Gemeinde (municipio) mit 567 Einwohnern (Stand: 2024) im Zentrum der Provinz Palencia in der Autonomen Gemeinschaft Kastilien-León. Das Ortszentrum wurde im Jahr 1983 als Conjunto histórico-artístico eingestuft.

## Lage und Klima
Der Ort Fuentes de Nava liegt am Ramal de Campos, einem Abzweig des Canal de Castilla auf der kastilischen Hochebene in der Region der Tierra de Campos in einer Höhe von ca. 742 m. Die Provinzhauptstadt Palencia befindet sich etwa 30 km (Fahrtstrecke) nordwestlich. Der Jakobsweg (Camino Francés) führt etwa 25 km nördlich am Ort vorbei. Das Klima im Winter kann durchaus kalt sein, im Sommer dagegen ist es warm bis heiß; die eher spärlichen Regenfälle (ca. 490 mm/Jahr) fallen überwiegend im Winterhalbjahr.

## Bevölkerungsentwicklung
| Jahr      | 1857 | 1900 | 1950 | 2000 | 2021 |
| Einwohner | 2386 | 2042 | 1755 | 815  | 624  |

Die  Reblauskrise im Weinbau, die Mechanisierung der Landwirtschaft und die Aufgabe bäuerlicher Kleinbetriebe („Höfesterben“) haben vor allem seit den 1950er Jahren zu Arbeitslosigkeit und einem deutlichen Absinken der Bevölkerungszahlen auf dem Lande geführt.

## Wirtschaft
Die Landwirtschaft spielte seit jeher die wichtigste Rolle für die Bevölkerung der Region, doch bereits im Mittelalter entwickelten sich auch Handwerk, Handel und das Dienstleistungsgewerbe.

## Geschichte
In vorrömischer Zeit gehörte die Region zum Siedlungsgebiet des keltischen Volksstamms der Vaccäer; später kamen Römer und Westgoten. Im 8. Jahrhundert wurde das Gebiet von den Mauren überrannt, doch bereits im 9. Jahrhundert eroberten asturisch-leonesische Heere unter der Führung Alfons’ III. die Gebiete nördlich des Duero zurück (reconquista); man begann mit der Wiederbesiedlung (repoblación) durch Christen aus dem Norden der Iberischen Halbinsel. Ende des 10. Jahrhunderts machte der maurische Heerführer Almansor die christlichen Erfolge kurzzeitig wieder zunichte, aber im 11. Jahrhundert dehnte das Königreich León sein Herrschaftsgebiet erneut bis zur Duero-Grenze aus und begann ein zweites Mal mit der Neu- oder Wiederbesiedlung der Region. Nach vorangegangenen Versuchen vereinigte sich León im Jahr 1230 endgültig mit dem Königreich Kastilien. Fuentes de Nava wurde im 15. Jahrhundert durch eine Stadtmauer (muralla) gesichert, kam aber später in den Besitz verschiedener Grundherren (señores), darunter auch die des Herzogs von Lerma (ab 1608) und die der Herzöge von Medinaceli.

## Sehenswürdigkeiten

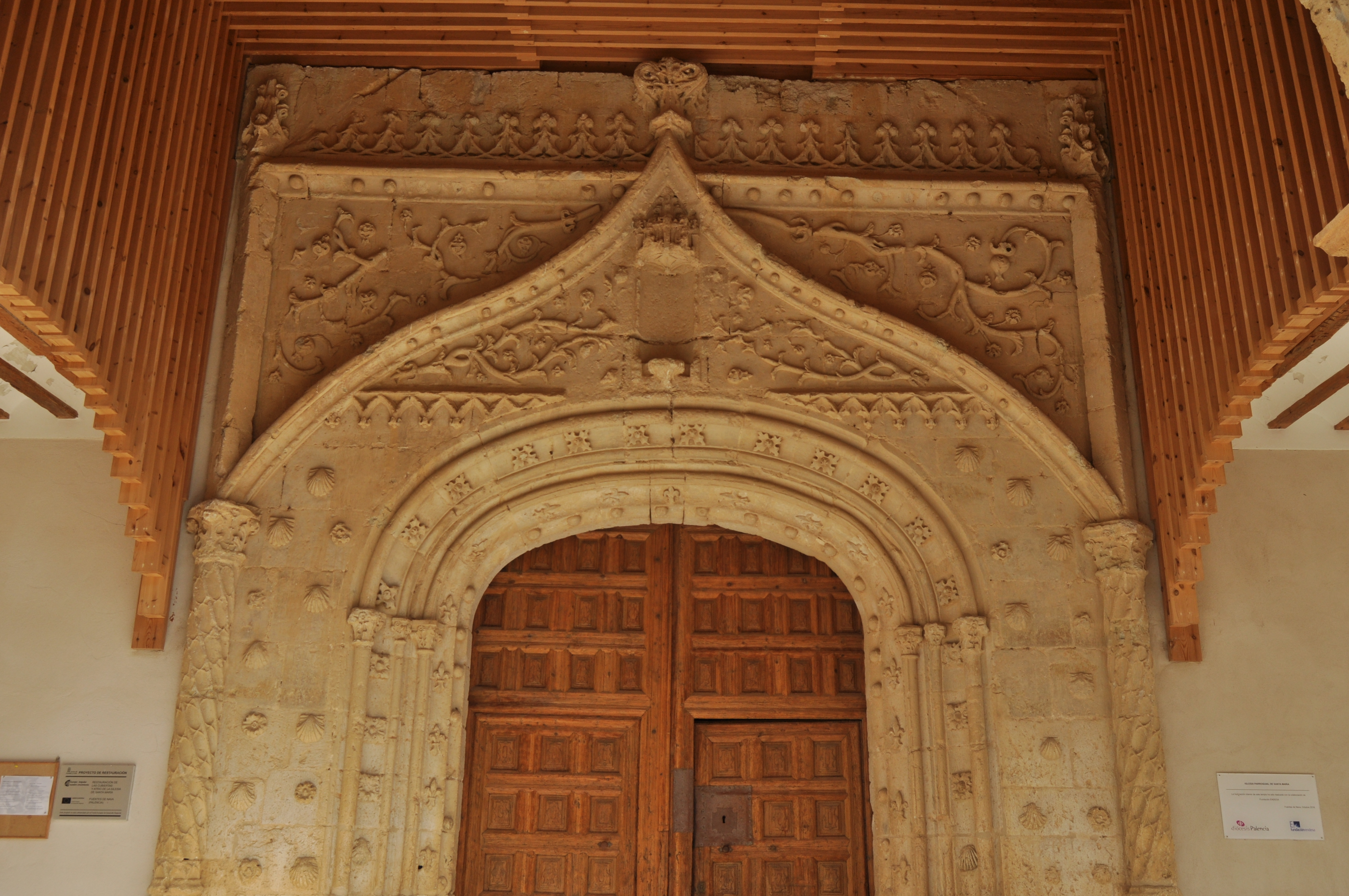
Fuentes de Nava – Portal der Iglesia de Santa María

- Der mitsamt seiner Laterne ca. 65 m hohe Torre de San Pedro dominiert die Ende des 16. Jahrhunderts entstandene Iglesia de San Pedro. Das gewölbte Langhaus mündet in einer Apsis mit einem imposanten Renaissance-Altarretabel mit mehreren Tafelbildern aus der Werkstatt Alonso Berruguetes.[5]
- Die Iglesia de Santa María verfügt über einen freistehenden Glockenturm (campanario) und eine Südvorhalle (portico) mit einem reich verzierten Portal im Isabellinischen Stil, welches von einem Kielbogen überfangen wird. Das Innere der Kirche wird von einer trapezförmigen Holzdecke mit Zugbalken überspannt.[6]

Umgebung
- Etwa 3 km südöstlich des Ortes befindet sich die Laguna de la Nava, ein Feuchtgebiet von großer Bedeutung für den Vogelschutz.

## Persönlichkeiten
- Manuel Sánchez Monge (* 1947), römisch-katholischer Geistlicher, Bischof von Mondoñedo-Ferrol (2005–2015) und Santander (2015–2023)